# فيل هابارد (لاعب كرة قدم)
فيل هابارد (بالإنجليزية: Phil Hubbard)‏ هو لاعب كرة قدم بريطاني، ولد في 25 يناير 1949. لعب مع غريمسبي تاون ولينكولن سيتي أف سي ونادي بوسطن يونايتد.